# Brian Kenny (General)
Sir Brian Leslie Graham Kenny, GCB, CBE (* 18. Juni 1934; † 19. Juni 2017) war ein britischer Offizier der British Army, der unter anderem als General zwischen 1987 und 1989 in Personalunion Oberkommandierender der Britischen Rheinarmee und Kommandeur der Northern Army Group der NATO sowie zwischen 1990 und 1993 stellvertretender Oberster Alliierter Kommandeur der NATO in Europa (Deputy Supreme Allied Commander Europe) war. Er war darüber hinaus von 1993 bis 1999 Gouverneur des Royal Hospital Chelsea sowie zwischen 1999 und 2009 Wappenkönig des Order of the Bath (Bath King of Arms).

## Leben
Brian Leslie Graham Kenny, Sohn von Brigadier James Wolfenden Kenny und dessen Ehefrau Aileen Anne Georgina Kenny, absolvierte nach dem Besuch der Canford School in Wimborne Minster eine Offiziersausbildung und wurde nach deren Abschluss 1954 als Second Lieutenant in das Kavallerieregiment 4th Queen’s Own Hussars übernommen. Er fand zahlreiche Verwendungen als Offizier und Stabsoffizier wie zum Beispiel im Rang eines Lieutenant-Colonel von Mai 1974 bis September 1976 als Kommandeur der Queen’s Royal Irish Hussars. Als Brigadier war er zwischen Dezember 1978 und Dezember 1980 Kommandeur der 12. Brigade. Für seine langjährigen Verdienste wurde er 1979 Commander des Order of the British Empire (CBE). 
Als Major-General löste Kenny im Januar 1982 Major-General Geoffrey Howlett als Kommandierender General (General Officer Commanding) der 1. Panzerdivision (1st Armoured Division) ab und hatte diesen Posten bis November 1983 inne, woraufhin Generalmajor David Thorne seine Nachfolge antrat. Im Anschluss wechselte er ins Verteidigungsministerium (Ministery of Defence) und war dort zwischen Dezember 1983 und Februar 1985 Leiter der Abteilung Stabsdienste (Director of Staff Duties). Im Mai 1985 wurde er als Lieutenant-General Nachfolger von Lieutenant-General Martin Farndale als Oberkommandierender des I. Korps (I Corps) und verblieb in dieser Verwendung bis zu seiner Ablösung durch Lieutenant-General Peter Inge im Juli 1987. Am 15. Juni 1985 wurde er zum Knight Commander des Order of the Bath (KCB) geschlagen, so dass er seither den Namenszusatz „Sir“ führte.
Zuletzt wurde Brian Kenny zum General befördert. Er löste im November 1987 abermals General Martin Farndale ab, und zwar als Oberkommandierender der Britischen Rheinarmee BAOR (Commander-in-Chief, British Army of the Rhine) und führte dieses Kommando bis November 1989, woraufhin erneut General Peter Inge seine dortige Nachfolge übernahm. In dieser Funktion war er zugleich zwischen November 1987 und November 1989 in Personalunion Kommandeur der NATO-Heeresgruppe Nord NORTHAG (Northern Army Group). Am 17. Januar 1990 löste er den deutschen General Eberhard Eimler als stellvertretender Oberster Alliierter Kommandeur der NATO in Europa DSACEUR (Deputy Supreme Allied Commander Europe) ab. Er hatte diese Funktion bis zum 5. April 1993 inne und trat danach in den Ruhestand. Sein Nachfolger wurde der deutsche General Dieter Clauß. Am 15. Juni 1991 wurde er auch zum Knight Grand Cross des Order of the Bath (GCB) erhoben.
In seinem Ruhestand engagierte er sich als Nachfolger von General Roland Guy von 1993 bis zu seiner Ablösung durch Jeremy Mackenzie 1999 als Gouverneur des Royal Hospital Chelsea, ein Altersheim für ausgediente und kriegsinvalide Soldaten der British Army in London. Daraufhin wurde er 1999 Nachfolger von David Evans Wappenkönig und damit oberster Herold des Order of the Bath (Bath King of Arms). Dieses Amt übte er zehn Jahre lang aus und wurde 2009 von Admiral Michael Boyce abgelöst.